# Brutalité
La brutalité désigne généralement le caractère de ce qui est violent et soudain. Il est fait référence par exemple à la brutalité d'une tempête ou encore à celle d'un choc entre deux objets ou entre deux personnes. 
Dans le domaine de la psychologie ou des sciences sociales, la brutalité se réfère à la rudesse et à la violence qui peuvent s'exprimer dans un caractère ou un comportement. Une personne parle et répond avec brutalité à une autre quand ses paroles sont ressenties comme violentes. De même, on qualifie une émeute de brutale ou on parle de la brutalité d'un mouvement social quand ils sont accompagnés de violences. Et réciproquement pour les répressions qui utilisent souvent des formes violentes et brutales de contraintes, pouvant déboucher sur de fréquents exemples de "brutalité policière". De manière générale, la lutte des classes est à l'origine d'une grande part de la brutalité des rapports et des comportements sociaux dans la mesure où elle exprime et manifeste les antagonismes irréductibles des intérêts des groupes sociaux. Les violences conjugales donnent également souvent des exemples de brutalité. D'autres cas de "brutalité" concernent les relations entre des personnes et des animaux. 
Enfin, dans le domaine de l'expression artistique, on peut parler d'une manière métaphorique de la brutalité des contrastes dans l'œuvre d'un peintre tel que Vincent van Gogh. On évoque aussi la brutalité des descriptions de la guerre de Curzio Malaparte ou des comportements sociaux de Louis-Ferdinand Céline.